# Крепкое (Красноперекопский район)
Кре́пкое  (до 1948 г. Тауб, до нач. XX века Кучу́к-Кия́т; укр. Кріпке, крымскотат. Küçük Qıyat, Кучюк Къыят) — село в Красноперекопском районе Республики Крым, входит в состав Вишнёвского сельского поселения (согласно административно-территориальному делению Украины — Вишнёвского сельского совета Автономной Республики Крым).

## Население
| 2001 | 2014 |
| ---- | ---- |
| 384  | ↘311 |

Всеукраинская перепись 2001 года показала следующее распределение по носителям языка
| Язык             | Процент |
| ---------------- | ------- |
| русский          | 65.63   |
| украинский       | 17.45   |
| крымскотатарский | 16.41   |
| другие           | 0.26    |

### Динамика численности
| - 1805 год — 86 чел. - 1864 год — 23 чел. - 1892 год — 3 чел. - 1900 год — 42 чел. - 1915 год — 57/36 чел. - 1926 год — 65 чел. | - 1939 год — 218 чел. - 1989 год — 302 чел. - 2001 год — 384 чел. - 2009 год — 350 чел. - 2014 год — 311 чел. |

## Современное состояние
На 2017 год в Крепком числится 3 улицы; на 2009 год, по данным сельсовета, село занимало площадь 73,1 гектара, на которой в 109 дворах проживало 350 человек, Крепкое связано автобусным сообщением с райцентром и соседними населёнными пунктами.

## География
Крепкое расположено в центре района, на юго-восточном берегу Киятского озера, высота центра села над уровнем моря — 10 м. Ближайшие сёла: Вишнёвка в 1,5 км на северо-восток, Зелёная Нива в 1 км на юго-запад и Уткино в 1,5 км на запад, на другом берегу озера. Расстояние до райцентра — около 12 километров (по шоссе), там же ближайшая железнодорожная станция. Транспортное сообщение осуществляется по региональной автодороге 35Н-296 Красноперекопск — Красноармейское (по украинской классификации — С-0-10725).

## История
Первое документальное упоминание села встречается в Камеральном Описании Крыма… 1784 года, судя по которому, в последний период Крымского ханства Хыят входил в Кырп Баул кадылык Перекопского каймаканства.
После присоединения Крыма к России (8) 19 апреля 1783 года, (8) 19 февраля 1784 года, именным указом Екатерины II сенату, на территории бывшего Крымского Ханства была образована Таврическая область и деревня была приписана к Перекопскому уезду. После Павловских реформ, с 1796 по 1802 год, входила в Перекопский уезд Новороссийской губернии. По новому административному делению, после создания 8 (20) октября 1802 года Таврической губернии, Кучук-Кият был включён в состав Бустерчинской волости Перекопского уезда.
По Ведомости о всех селениях в Перекопском уезде состоящих с показанием в которой волости сколько числом дворов и душ… от 21 октября 1805 года в деревне Кият числилось 13 дворов, 80 крымских татар и 6 ясыров. На военно-топографической карте генерал-майора Мухина 1817 года деревня Кият обозначена с 21 двором. После реформы волостного деления 1829 года Биюк-Кият, согласно «Ведомости о казённых волостях Таврической губернии 1829 года», передали в состав Ишуньской волости (переименованной из Бустерчинской). На карте 1836 года в деревне 34 двора, как и на карте 1842 года.
В 1860-х годах, после земской реформы Александра II, деревню приписали к Ишуньской волости. В «Списке населённых мест Таврической губернии по сведениям 1864 года», составленном по результатам VIII ревизии 1864 года, Кучук-Кият, или Сасык-Кият — владельческая татарская деревня с 5 дворами и 23 жителями при соляном озре Киятском. Согласно «Памятной книжке Таврической губернии за 1867 год», деревня была покинута жителями и оставалась в развалинах, ввиду эмиграции крымских татар, особенно массовой после Крымской войны 1853—1856 годов, в Турцию.
Возрождена в конце XIX века. После земской реформы 1890 года Кучук-Кият отнесли к Воинской волости. Согласно «…Памятной книжке Таврической губернии на 1892 год», в деревне Кучук-Кият, составлявшей Кучук-Киятское сельское общество, было 3 жителя, домохозяйств не имеющих. Видимо, вскоре селение сменило владельцев и название и в «…Памятной книжке Таврической губернии на 1900 год» записано 2 хутора Сасык-Кият: в одном числилось 33 жителя в 4 дворах, в другом — 9 жителей в 2 дворах. По Статистическому справочнику Таврической губернии. Ч.II-я. Статистический очерк, выпуск пятый Перекопский уезд, 1915 год, в Воинской волости Перекопского уезда числились экономия Сарача Сасык-Кият (1 двор, 7 человек приписных жителей и 13 «посторонних») и 4 одноимённых хутора. Губера, со смешанным населением, 1 двор, 11 человек приписных жителей и 8 «посторонних», из них 10 мужчин и 8 женщин, 415 десятин удобной земли, в хозяйстве — 60 лошадей. 3 немецких: Франца Дауба — 1 двор, 10 приписных жителей, 5 «посторонних» (8 мужчин и 7 женщин), 406 десятин удобий, 19 лошадей; Феодора Дауба — 1 двор, 7 приписных жителей, 4 «посторонних» (6 мужчин и 5 женщин), 17 лошадей; Адама Дауба — 2 двора, 22 приписных жителя, 6 «посторонних» (9 мужчин, 19 женщин), 25 лошадей. В двух последних о владении землёй сведений нет.
После установления в Крыму Советской власти, по постановлению Крымревкома от 8 января 1921 года № 206 «Об изменении административных границ» была упразднена волостная система, Перекопский уезд переименовали в Джанкойский, в котором был образован Ишуньский район, в состав которого включили селение, а в 1922 году уезды получили название округов. 11 октября 1923 года, согласно постановлению ВЦИК, в административное деление Крымской АССР были внесены изменения, в результате которых округа были отменены, Ишуньский район упразднён и село вошло в состав Джанкойского района. Видимо, в начале 1920-х годов, на базе национализированных имений Дауба была создана артель «Восход». Согласно Списку населённых пунктов Крымской АССР по Всесоюзной переписи 17 декабря 1926 года, в артели Восход в составе упразднённого к 1940 году Тарханского сельсовета Джанкойского района, числилось 17 дворов, из них 16 крестьянских, население составляло 65 человек, из них 64 украинца и 1 русский. Постановлением ВЦИК от 30 октября 1930 года был восстановлен Ишуньский район и селение включили в его состав. Постановлением Центрального исполнительного комитета Крымской АССР от 26 января 1938 года Ишуньский район был ликвидирован и создан Красноперекопский район с центром в поселке Армянск (по другим данным 22 февраля 1937 года). Название Тауб (искажённое Дауб) встречается на карте Генштаба 1941 года. По данным всесоюзной переписи населения 1939 года в селе проживало 218 человек.
С 25 июня 1946 года Тауб в составе Крымской области РСФСР. Указом Президиума Верховного Совета РСФСР от 18 мая 1948 года, Тауб переименовали в Крепкое. 26 апреля 1954 года Крымская область была передана из состава РСФСР в состав УССР. Время включения в Вишнёвский сельсовет пока не установлено: на 15 июня 1960 года село уже числилось в его составе. По данным переписи 1989 года в селе проживало 302 человека. С 12 февраля 1991 года село в восстановленной Крымской АССР, 26 февраля 1992 года переименованной в Автономную Республику Крым. С 21 марта 2014 года в составе Крыма аннексировано Россией.